# World Grand Champions Cup masculine 2001
Navigation
1997 2005
La 3e édition de la World Grand Champions Cup de volley-ball masculin s'est déroulée à Nagoya et Tōkyō (Japon) du 20 au 25 novembre 2001.

## Équipes engagées
Champions continentaux :
- RF de Yougoslavie
- Cuba
- Brésil
- Corée du Sud.

Wild Card :
- Argentine.

Nation Organisatrice :
- Japon.

## Lieux de la compétition
|                                                                                       |                                                                                    |
|                                                                                       |                                                                                    |
| Nagoya Rainbow Hall Ville: Nagoya Capacité: 10 500 Année d'ouverture: 19 juillet 1987 | Tōkyō Metropolitan Gymnasium Ville: Tōkyō Capacité: 10 000 Année d'ouverture: 1954 |

## Compétition

### 1erPhase
- Nagoya - Nagoya Rainbow Hall

### 2ePhase
- Tōkyō - Tokyo Metropolitan Gymnasium

## Classement final
| No  | Équipe            | Points | Matches | Matches | Matches | Sets | Sets   | Sets  | Points | Points | Points |
| No  | Équipe            | Points | joués   | gagnés  | perdus  | pour | contre | Ratio | pour   | contre | Ratio  |
| --- | ----------------- | ------ | ------- | ------- | ------- | ---- | ------ | ----- | ------ | ------ | ------ |
| 1   | Cuba              | 10     | 5       | 5       | 0       | 15   | 3      | 5.000 | 430    | 356    | 1.208  |
| 2   | Brésil            | 9      | 5       | 4       | 1       | 14   | 4      | 3.500 | 422    | 356    | 1.185  |
| 3   | RF de Yougoslavie | 8      | 5       | 3       | 2       | 9    | 7      | 1.286 | 378    | 326    | 1.160  |
| ''4 | Corée du Sud      | 7      | 5       | 2       | 3       | 7    | 10     | 0.700 | 369    | 394    | 0.937  |
| ''5 | Japon             | 6      | 5       | 1       | 4       | 4    | 14     | 0.286 | 361    | 426    | 0.847  |
| ''6 | Argentine         | 5      | 5       | 0       | 5       | 4    | 15     | 0.267 | 357    | 459    | 0.778  |

## Podium final
| Place              | Équipe            |
| ------------------ | ----------------- |
| Médaille d'or      | Cuba              |
| Médaille d'argent  | Brésil            |
| Médaille de bronze | RF de Yougoslavie |
| 4                  | Corée du Sud      |
| 5                  | Japon             |
| 6                  | Argentine         |

| Vainqueur World Grand Champions Cup masculine 2005 Cuba Composition de l'équipe 1 Leonel Marshall, 5 Jorge Luis Hernandez, 6 Ivan Benito Ruiz, 7 Angel Dennis, 8 Pavel Pimienta, 9 Maikel Salas, 11 Raydel Poey, 12 Ramon Gato, 13 Alain Roca, 14 Ihosvany Hernandez, 16 Yosenki Garcia, 18 Yasser Romero. Entraineur: Gilberto Herrera. |

## Récompenses individuelles
- MVP : Ivan Miljković
- Meilleur marqueur : Ivan Miljković
- Meilleur attaquant : Kim Sang-Woo
- Meilleur contreur : Andrija Gerić
- Meilleur serveur : Angel Dennis
- Meilleur passeur : Alain Roca
- Meilleur réceptionneur : Vasa Mijić
- Meilleur défenseur : Katsutoshi Tsumagari